# Ianiropsis koreaensis
Ianiropsis koreaensis är en kräftdjursart som beskrevs av Spencer S. Jang och Kae Kyoung Kwon 1990. Ianiropsis koreaensis ingår i släktet Ianiropsis och familjen Janiridae. Inga underarter finns listade i Catalogue of Life.